# 洛克梅拉尔
洛克梅拉尔（法語：Locmélar，法語發音：[lɔkmelaʁ]）是法国菲尼斯泰尔省的一个市镇，位于该省北部，属于莫尔莱区。

## 地理
洛克梅拉尔（48°27'10"N, 4°3'54"W）面积15.55 平方千米，位于法国布列塔尼大區菲尼斯泰尔省，该省份为法国最西部的省份，位于布列塔尼半岛西部，北西南三面环大西洋，东临阿摩尔滨海省和莫尔比昂省。
与洛克梅拉尔接壤的市镇（或旧市镇、城区）包括：朗波勒吉米利欧、洛克埃吉内尔、普卢迪里、圣索沃尔、锡赞。

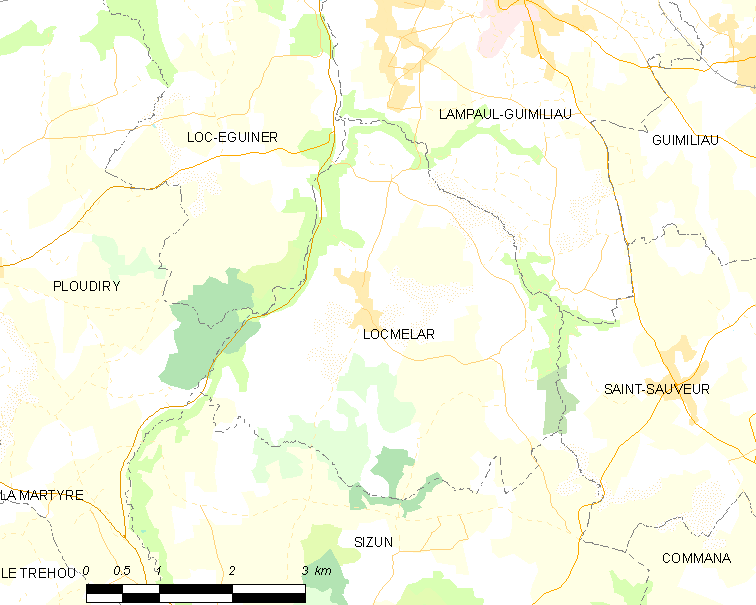
洛克梅拉尔的OSM定位图

洛克梅拉尔的时区为UTC+01:00、UTC+02:00（夏令时）。

## 行政
洛克梅拉尔的邮政编码为29400，INSEE市镇编码为29131。

## 政治
洛克梅拉尔所属的省级选区为朗迪维肖县。

## 人口

1962-2008年间洛克梅拉尔人口变化图示

洛克梅拉尔于2022年1月1日时的人口数量为476人。